# Бэмби 2
«Бэ́мби 2» (англ. Bambi II) — полнометражный мультипликационный фильм производства студии DisneyToon — австралийского подразделения компании Уолта Диснея, кинотеатральная премьера которого состоялась 26 января 2006 года в Аргентине. Мультфильм демонстрировался в кинотеатрах 25 стран мира, но в России, США, Великобритании, Канаде, Китае, Японии и многих других странах он был выпущен как издание «direct-to-video» (в переводе с англ. — «непосредственно на видео»), минуя большой экран. Несмотря на название, «Бэмби 2» — не продолжение, а так называемый мидквел, действие которого разворачивается на временно́м отрезке между началом и концом первого мультфильма «Бэмби», выпущенного в 1942 году.
В работе над мультфильмом (в должности консультанта по анимации) принимал участие известный диснеевский аниматор Андреас Дежа, являвшийся одной из ключевых фигур в создании таких мультфильмов, как «Король Лев», «Красавица и Чудовище», «Русалочка» и «Аладдин». Режиссёр и один из соавторов сюжета — Брайан Пиментал — также в прошлом работал над сценариями передовых диснеевских мультфильмов 1990-х годов.
В течение первой недели после выпуска «Бэмби 2» в США было продано свыше двух с половиной миллионов DVD-дисков с мультфильмом. В Германии картина получила приз FBW, а 11 февраля 2007 года мультфильм был награждён премией «Энни» в категории «Best Home Entertainment Production». Кроме того, «Бэмби 2» установил рекорд интервала между выпуском оригинального фильма (1942) и его продолжения (2006) — 64 года.

## Обзор
В основе сюжета мультфильма лежат приключения животных, и в первую очередь — оленёнка Бэмби, чья мать была ранее убита охотником. Бремя родительских обязанностей приходится взять на себя Великому Князю леса — отцу Бэмби, который поначалу совсем не рад такой перспективе и просит Друга Филина найти для Бэмби новую, приёмную мать. Однако проходит время, и Великий Князь начинает понимать, что Бэмби не «какой-то» надоедливый ребёнок, а его сын. Как и в мультфильме 1942 года, всем героям-животным так или иначе противостоит безымянный и обезличенный Человек, единственное предназначение которого — охота на лесных обитателей при помощи манка, капканов, винтовки и собак.
«Бэмби 2» развивает многие нереализованные или находившиеся в оригинальной ленте в зачаточном состоянии идеи, вместе с тем ликвидируя пробелы первоначального сюжета. Одной из первоочередных задач творческого коллектива, работавшего над мидквелом, было сохранение стилистики и художественности первого «Бэмби».

## Сюжет
На зимний лес опускаются сумерки. Осиротевший Бэмби тщетно пытается отыскать мать и вместо её встречает Великого Князя — своего немногословного отца, который даёт ему понять, что мама не вернётся. Измученный оленёнок вместе с отцом возвращается домой, но, похоже, Великий Князь не в силах надолго взять на себя родительские обязанности. Он просит Друга Филина к весне найти для Бэмби новую, приёмную мать, но до тех пор всё же соглашается присмотреть за сыном.
Первое утро вместе не заладилось: маленькому оленёнку не под силу всюду следовать за отцом, и Великий Князь решает оставить Бэмби с его давними друзьями — зайчонком Топотуном и маленьким скунсом Цветком. Вместе они отправляются на праздник Сурка, где Бэмби снова встречает старую знакомую Фэлин.
Праздник Сурка срывает внезапно появившийся Ронно — дерзкий, хвастливый и не очень дружелюбный оленёнок-подросток. Пытаясь привлечь к себе внимание, он рассказывает остальным о том, что Он (человек) пытается охотиться на обитателей леса всё более изощрёнными способами. Но, похоже, его рассказ никто не воспринимает всерьёз, и обиженный Ронно срывает злость на ничего не подозревающем Бэмби.
Неудавшийся праздник заканчивается, и жители леса расходятся по домам. Только Бэмби, оставшийся без матери и брошенный отцом, остаётся один. От безысходности он бродит по лесу и в конце концов, уставший и измученный, засыпает под деревом. Бэмби снится лето и умершая мать, убеждающая его, что даже если он и не может находиться рядом с ней, они всегда будут вместе. Последние её слова — «Я здесь»… Бэмби просыпается, и что же он слышит? — «Я здесь… отзовись…» — манит Бэмби до боли знакомый голос. Неужели мама вернулась? Поиски приводят Бэмби к тому самому лугу, где в своё время Он застрелил его мать. Надежда и любопытство берут верх над здравым смыслом, и Бэмби выходит из леса на открытое пространство. Выясняется страшная правда — рассказ Ронно не был вымыслом, и заманчивый голос оказывается ни чем иным, как очередной уловкой кровожадного Его. С противоположной стороны луга приближаются охотничьи собаки, но Бэмби скован страхом и не в силах бежать. Лай собак и крик ворон слышит Великий Князь и без раздумий бросается на выручку своему сыну. Ошарашенный, Бэмби наблюдает за битвой отца и собак. В чаще виден отблеск оптического прицела — Великий Князь понимает, что больше медлить нельзя, и вместе с Бэмби спасается бегством.
Вместе с отцом Бэмби возвращается домой. Встреча с охотником убила в нём последнюю надежду увидеть живую мать. Начавшийся ночной дождь одновременно символизирует и утраченные надежды, и начало весны.

В последующие дни Великий Князь, помня о недавнем злоключении, оставляет сына дома. Раздосадованный Бэмби пытается найти способ доказать Великому Князю, что он достоин отцовского внимания. Вместе с Цветком и Топотуном он ищет подходящий плацдарм для тренировки своей смелости — таковым становится место обитания старого и ворчливого Дикобраза (или, по словам Бэмби и его друзей, «Дикого Браза»). В надежде привлечь внимание отца, Бэмби вступает со сварливым стариком в перепалку. Увы, вместо желаемого результата Бэмби получает порцию острых иголок.
Тем временем Ронно пытается убедить Фэлин в своей исключительной мужественности и стойкости. Однако, Фэлин гораздо больше интересуют мученические вопли, раздающиеся с берега реки. Идя на крик, Фэлин обнаруживает Бэмби, которому каждая иголка, полученная от дикобраза, похоже, доставляет невыносимую боль. Ронно же не упускает возможности лишний раз упрекнуть Бэмби в трусости и малодушии. Назревает ссора, но Бэмби предпочитает драке бегство. Оказавшись на краю обрыва, Бэмби предстаёт перед выбором — вступить с разозлённым Ронно в потасовку или перепрыгнуть; Бэмби выбирает второе. На другой стороне обрыва он встречается с отцом, который крайне недоволен тем, что Бэмби путешествует по лесу без присмотра. Но недовольство быстро сменяется на удивление — отец восхищён тем, что совсем маленький Бэмби смог перепрыгнуть через овраг(он же знал что в прошлом так не мог и все таки оценил его способности). Наконец-то в Великом Князе просыпается любовь и родительские чувства. Но он не намерен отказываться от ранее принятых решений и передаёт сына приёмной матери — Мине. Вместе с ней разочаровавшийся в отце Бэмби отправляется в путь к своему новому дому.
На пути у Бэмби опять встаёт предатель Ронно; на этот раз его поведение слишком вызывающе, и между оленятами начинается драка. Дерущихся пытается разнять вовремя подоспевшая Мина, но по вине Ронно она попадает в очередную хитроумную ловушку Его. Мужества Ронно хватает лишь на крик «Мамочка!», Бэмби же решает отвлечь внимание охотника и его псов на себя. Собаки пытаются загнать оленёнка в ловушку, но Бэмби, помня советы отца, избавляется от преследователей. По роковой случайности Бэмби срывается в пропасть — подоспевший Великий Князь понимает, что опоздал. Но оленёнок приходит в сознание, и сын с отцом воссоединяются снова.

Великий Князь и Бэмби

Некоторое время спустя Топотун делится своей версией погони с остальными своими друзьями, а Бэмби, чьи рога только что выросли, наслаждается сказкой с Фэлиной. Появляется Ронно и клянется отомстить им обоим, прежде чем черепаха укусит его за нос(Цветочек знал что черепахи опасны, но не знал что свою атаку черепаха действует лишь на пути к тому что угрожает), и он убегает. Бэмби встречается с Великим Князем, который показывает ему поле, где он впервые встретил свою мать.

## Персонажи

### Персонажи из«Бэмби»
- Бэ́мби (Bambi): Смерть матери оставила рану в душе робкого и ранимого Бэмби, и теперь ему приходится привыкать к новой жизни без неё. Также он пытается различными способами завоевать доверие своего отца и периодически страдает от нападок Ронно.
- Великий Князь (Great Prince): Чувствуя себя неуютно в роли отца, поначалу Князь дистанцирует себя от Бэмби, подавляет свои чувства по отношению к нему и не пытается добиться продуктивного взаимодействия. Однако, постепенно он превращается из высокомерного одиночки в любящего отца и друга Бэмби.
- Топотун (Thumper): Один из лучших друзей Бэмби, помогающий ему добиться внимания отца. Бо́льшую часть свободного времени Топотун проводит в бегах от назойливых сестёр.
- Сёстры Топотуна: Четверо надоедливых зайчат предпочитают проводить свободное время в компании своего брата, несмотря на все попытки Топотуна избежать встречи с ними.
- Цветочек (Flower): Второй лучший друг Бэмби, пугливый и застенчивый скунс, Цветочек также пытается помочь Бэмби наладить контакт с Великим Князем.
- Фэлин (Faline): Подруга детства и возлюбленная Бэмби, впоследствии ставшая его спутницей (согласно оригинальному «Бэмби»).

- Ро́нно (Ronno): Неприятель и ровесник Бэмби, пытающийся отвоевать внимание Фэлин необдуманными поступками, запугиванием и драками. Однако на самом деле он довольно труслив.
- Мама Бэмби: Будучи убитой в первом мультфильме, мать Бэмби тем не менее появляется и здесь — во сне Бэмби. Также она задаёт эмоциональный тон на протяжении всего мультфильма: каждый раз, когда мама Бэмби упоминается в присутствии Великого Князя, он начинает переживать — видимо, чувствуя себя виноватым в её смерти. Из мультфильма ясно, что он всё ещё хранит любовь к ней и с трудом сам отпускает прошлое, как советует это Бэмби.
- Друг Филин (Uncle Owl): Дружелюбен, но раздражителен. Пытается найти подходящую приёмную мать для Бэмби по просьбе Великого Князя.
- Он (человек) (Man): Наряду со своими собаками представляется единственным врагом всего живого в лесу. Человек ни разу не появляется в кадре, его присутствие угадывается лишь по косвенным признакам.

### Новые персонажи
- Сурок (Groundhog): 2 февраля каждого года он вылезает из своей норы и знаменует продолжение зимы или наступление весны. По иронии судьбы, он ненавидит свою работу, утверждая, что его «нервы больше этого не выдержат».
- Дикобраз (Дикий Браз) (Porcupine): Крайне неуравновешенный второстепенный персонаж, склонный мстить любому, кто посягнёт на его собственность — бревно.
- Ми́на (Mena): Приёмная мать Бэмби, призванная освободить Великого Князя от родительских обязанностей, позволяя ему заниматься своими прямыми обязанностями — защитой лесных жителей.

## Роли озвучивали
| Персонаж        | Оригинальное озвучивание                        |
| --------------- | ----------------------------------------------- |
| Бэмби           | Александр Гоулд                                 |
| Великий Князь   | Патрик Стюарт                                   |
| Мина            | Кри Саммер                                      |
| Мать Бэмби      | Кэролин Хеннеси                                 |
| Фэлин           | Андреа Боуэн                                    |
| Ронно           | Энтони Гэннам                                   |
| Друг Филин      | Кит Фергюсон                                    |
| Топотун         | Брендон Берг                                    |
| Цветочек        | Никки Джонс                                     |
| Сурок           | Брайан Пиментал                                 |
| Дикобраз        | Брайан Пиментал                                 |
| Сёстры Топотуна | Макенна Кауджилл, Эмма Роуз Лима, Ариэль Уинтер |

## Производство
Мультфильм находился в разработке с сентября 2001 года.
Название картины менялось трижды — поначалу мультфильм планировалось назвать «Бэмби и Великий Князь», затем название сменилось на «Бэмби и Великий Князь леса». К примеру, в ролике-анонсе с DVD-издания «Бэмби» название «Бэмби 2» не упоминается, а мультфильм озаглавлен «Bambi and the Great Prince of the Forest» — то же название используют и интервьюируемые, но в конце концов было решено остановиться на более простом названии «Бэмби 2». Тем не менее в некоторых странах мультфильм был издан под вторым названием — «Бэмби и Великий Князь леса».
В мультфильме интенсивно используется компьютерная графика. Например, рога Великого Князя представляют собой отдельную трёхмерную компьютерную модель, анимированную синхронно с двумерным окружением.
Стиль задних планов «Бэмби 2» аналогичен стилю задних планов первого мультфильма, хотя методы их создания кардинально различаются — бо́льшая часть задних планов «Бэмби 2» была создана с использованием графических планшетов в Corel Painter. В отдельных случаях использовались части оригинальных задних планов из «Бэмби», прошедшие компьютерную обработку.
Как и в случае с первым «Бэмби», художники изучали поведение живых оленей с целью добиться максимальной реалистичности в анимации.
Блеяние Бэмби создавалось по тому же принципу, что и рык львов в мультфильме «Король Лев» — комбинацией актёрского голоса и настоящего блеяния.
Мультфильм содержит как минимум три «скрытых Микки».

## Критика
Ещё задолго до премьеры мультфильм вызвал бурю негодования со стороны поклонников традиционной диснеевской анимации. Основанием для такой реакции послужил тот факт, что значительная часть сиквелов классических диснеевских мультфильмов отличается крайне невысоким качеством исполнения и художественной ценностью — в определённых кругах по отношению к ним даже стал использоваться такой термин, как чипквел (англ. cheapquel — контаминация cheap и sequel, дословный перевод — «дешёвое продолжение»). В случае с «Бэмби 2» ситуация осложнялась тем, что студия впервые решилась на создание продолжения для столь известного и почитаемого мультфильма, ставшего символом целой эпохи. Наученная горьким опытом, скептически настроенная аудитория не верила в то, что DisneyToon способна на создание достойного преемника и продолжателя традиций классического «Бэмби».
После премьеры, однако, «Бэмби 2» вызвал крайне неоднозначную критическую реакцию. Мультфильм был прохладно встречен рядом рецензентов, сделавших акцент на предсказуемости сюжетной линии и обилии штампов. Другая же часть критиков восторженно приняла картину, поставив её на один уровень с оригиналом (а порой и выше). Даже в негативных отзывах отмечалось, что мультфильм является одним из самых технически совершенных творений студии DisneyToon.

## Саундтрек
7 февраля 2006 года компанией Walt Disney Records был выпущен саундтрек к мультфильму, в качестве исполнительного продюсера которого выступил Мэтт Уокер. Существует несколько версий саундтрека — в частности, английская, французская и итальянская.
| №  | Название композиции                           | Авторы / исполнители                                                                        | Время | Примечания                    |
| -- | --------------------------------------------- | ------------------------------------------------------------------------------------------- | ----- | ----------------------------- |
| 1  | There is Life                                 | Дэвид Фридман / Элисон Краусс                                                               | 2:20  |                               |
| 2  | First Sign of Spring                          | Дэниел Петти / Мишель Льюис                                                                 | 3:50  |                               |
| 3  | Through Your Eyes                             | Ричард Маркс, Дин Питчфорд, Мартина Макбрайд, Пол Уорли / Мартина Макбрайд                  | 4:08  |                               |
| 4  | The Healing of a Heart                        | Маркус Хаммон / Энтони Коллеа                                                               | 2:45  |                               |
| 5  | Snow Flakes in the Forest                     | Брюс Броутон                                                                                | 1:40  | инструментальные композиции   |
| 6  | Bambi’s Dream                                 | Брюс Броутон                                                                                | 1:28  | инструментальные композиции   |
| 7  | Being Brave (Part 1)                          | Брюс Броутон                                                                                | 1:22  | инструментальные композиции   |
| 8  | Being Brave (Part 2)                          | Брюс Броутон                                                                                | 1:14  | инструментальные композиции   |
| 9  | Bambi and the Great Prince / End Credit Suite | Брюс Броутон                                                                                | 3:35  | инструментальные композиции   |
| 10 | Sing the Day                                  | Брюс Броутон, Сет Фридман / Аника Нони Роуз, Гаррисон Чад, Маркус Карл Франклин, Леон Томас | 1:54  | не вошла в мультфильм         |
| 11 | Main Title (Love is a Song)                   | Фрэнк Черчилль, Ларри Моури, Эдвард Пламб                                                   | 2:57  | песни из саундтрека к «Бэмби» |
| 12 | Little April Shower                           | Фрэнк Черчилль, Ларри Моури, Эдвард Пламб                                                   | 3:55  | песни из саундтрека к «Бэмби» |
| 13 | Let’s Sing a Gay Little Spring Song           | Фрэнк Черчилль, Ларри Моури, Эдвард Пламб                                                   | 1:44  | песни из саундтрека к «Бэмби» |

## Особенности российского DVD-издания
1. Дополнительные материалы:

Обложка DVD

  - Продолжение легенды — небольшой документальный фильм с участием актёров, аниматоров и режиссёра
  - Занимательные факты — текстовый комментарий
  - Нарисуй Топотуна — аниматор Андреас Дежа рассказывает о технологии рисования Топотуна
  - Игра Прятки с Топотуном
2. Технические характеристики:
  - Формат DVD-9
  - Многоязыковое меню двух видов (зима и весна — выбирается случайно)
  - Технология Disney’s FastPlay — автоматическое воспроизведение содержимого (фильм и дополнительные материалы)
  - Английская звуковая дорожка в формате Dolby Digital 5.1 (448 кбит/с)
  - Русская звуковая дорожка в формате Dolby Digital 5.1 (384 кбит/с)
  - Соотношение сторон 1,78:1

14 сентября 2006 года компанией «Видеосервис» был выпущен коллекционный бокс-сет, включающий в себя обе части мультфильма («Бэмби» и «Бэмби 2») на трёх DVD-дисках. Содержание дисков аналогично содержанию ранее выпущенных в России отдельных изданий мультфильмов.